# Gweal
Gweal (kornisch: Gwithial) ist eine unbewohnte Insel der Scilly-Inseln. Sie liegt etwa 45 km vor der Küste von Cornwall, 250 m westlich von Bryher. Das kleine Eiland liegt an seinem höchsten Punkt 29 m über dem Meeresspiegel. Der kornische Name der Site of Special Scientific Interest bedeutet so viel wie Ort der Bäume und rührt wahrscheinlich von einem früheren Baumbestand des Eilandes her.
Gweal ist die größte Insel der sieben Norrard Rocks, die westlich von Bryher liegen.